# 性的好奇心
性的好奇心（せいてきこうきしん）は、好奇心および、性欲の発露のひとつ。性に対する好奇心。

## 概要
通常、ヒトは3-4歳で成人あるいは異性との間にある肉体的、生理的相違に気付き、意識するようになる。同性間でも意識する者もいる。思春期には性的好奇心が強くなり、性や性行為に対する関心が高まる。性的好奇心は年齢を問わずにおこり、個人によってその形態は多種多様である。
また、社会的抑圧の程度によっても発現の仕方が異なる。

## 参考サイト
- バートランド・ラッセルのポータルサイト 牧野力(編)『ラッセル思想辞典』より 性的好奇心